# 长垌乡
长垌乡，是中华人民共和国广西壮族自治区来宾市金秀瑶族自治县下辖的一个乡镇级行政单位。

## 行政区划
长垌乡下辖以下地区：
长垌村、平道村、镇冲村、滴水村、桂田村、道江村和平孟村。